# Малинди
Мали́нди (суахили Malindi; также известен по португальскому названию Мелинда, порт. Melinde) — портовый город на юго-востоке Кении, административный центр района Малинди.

## География
Город расположен на берегу одноимённой бухты Индийского океана возле устья реки Галана. Коралловые рифы служат защитой Малинди от океанских штормов. Малинди находится на расстоянии 120 км к северо-востоку от Момбасы — административного центра Прибрежной провинции.

## Население
Население округа Малинди по данным переписи 1999 года насчитывало 117 735 человек. В самом городе на август 2000 года проживало около 70 000 человек. По данным на 2009 год население Малинди составляет 118 265 человек.
Основу населения города составляет народ суахили, представители других бантуязычных народов — покомо и миджикенда, в частности, гирьяма. Большая часть населения города исповедует ислам.

## История и достопримечательности
Современные археологические находки позволяют предполагать, что уже с IX века на территории современного Малинди существовали рыбацкие поселения, близкие по культуре к таким же у нынешних покомо.
Малинди известно как прибрежное поселение суахили с XIII века. Некоторое время этот город даже соперничал с Момбасой за доминирование в этой части Восточной Африки. Традиционно он был портовым городом с иностранными представителями.
В 1414 году Малинди посетил знаменитый китайский путешественник Чжэн Хэ. По этому случаю местный вождь направил ему личную охрану, а в подарок в Китай снарядил на корабль жирафа.
Португальский первооткрыватель Васко да Гама посетил Малинди в 1498 году с целью заключить с местными правителями соглашение на поставку проводников для его путешествия в Индию. Тогда же был возведён и доныне существующий коралловый столб (падран) по этому случаю. Уже в следующем, 1499 году, португальцы обосновались в Малинди и основали здесь торговую миссию, а город с тех пор часто служил гаванью для европейских судов, шедших в этой части Индийского океана. В 1541 году в городе несколько месяцев проживал известный иезуитский миссионер Франциск Ксаверий.
Примерно в 1630 году город попал под власть Португалии, и в дальнейшем его судьба во многом схожа с судьбой Момбасы. Во время Второй мировой войны Малинди подвергся бомбардировке итальянскими войсками (24 октября 1940 года).
Сегодня Малинди — значительный туристический центр; особенно он полюбился туристам из Италии. До наших дней в неповреждённом состоянии сохранилось немало из традиционной суахильской застройки (Старый город), включая главную мечеть и дворец на пляже. Южнее Малинди сохранились средневековые руины Геде, в 2024 году внесены в список объектов всемирного наследия ЮНЕСКО.

## Экономика и транспорт
Подавляющее большинство населения Малинди и прилегающих территорий занимается сельским хозяйством и рыболовством, однако базовой отраслью экономики города является туризм, в первую очередь международный. Крупнейший курорт рядом с Малинди — Ватаму с Национальным морским парком.
Транспортная сфера представлена автобусным и автомобильным сообщением с Момбасой и Ламу, опосредованно — со столицей Найроби. Однако главное значение имеет аэропорт Малинди (внутренние авиарейсы).
В открытом море недалеко от Малинди расположен Broglio Space Port (космодром морского базирования Сан-Марко), который использовало итальянское космическое ведомство в сотрудничестве с NASA. Космические запуски производились с 1964 по 1988 год, после чего платформа-космодром была законсервирована.

## Галерея

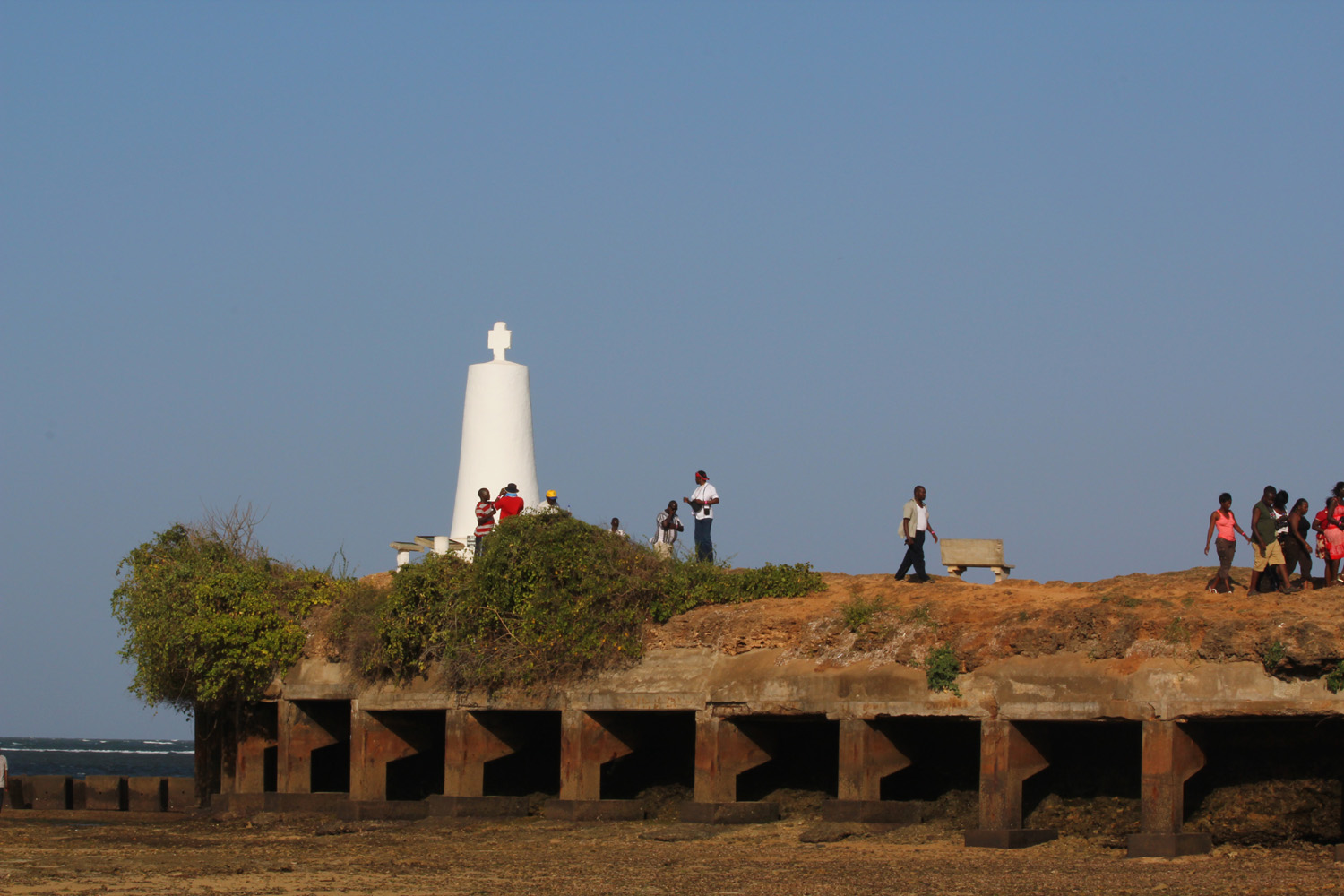
Вид на колонну, установленную Vasco da Gama
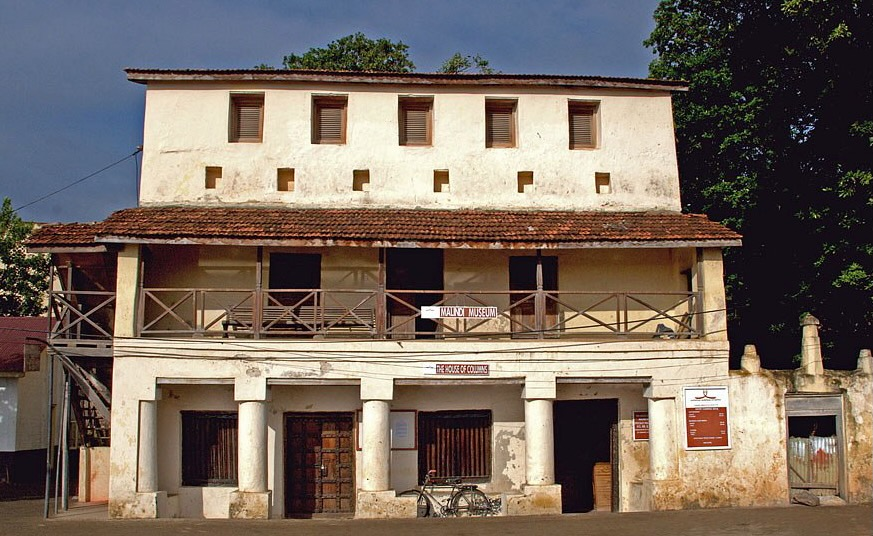
Фасад исторического Дома с колоннами
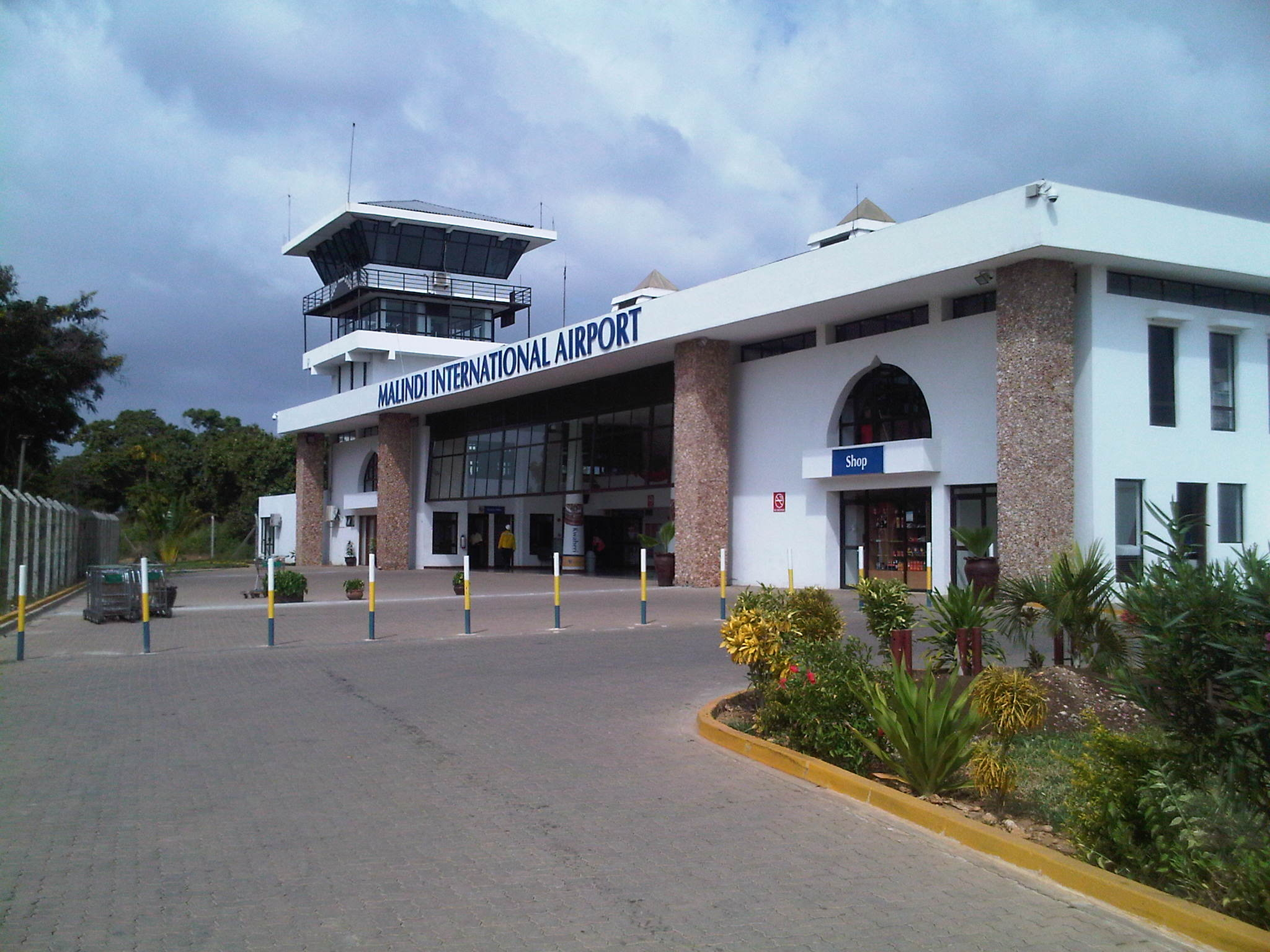
Аэропорт Малинди
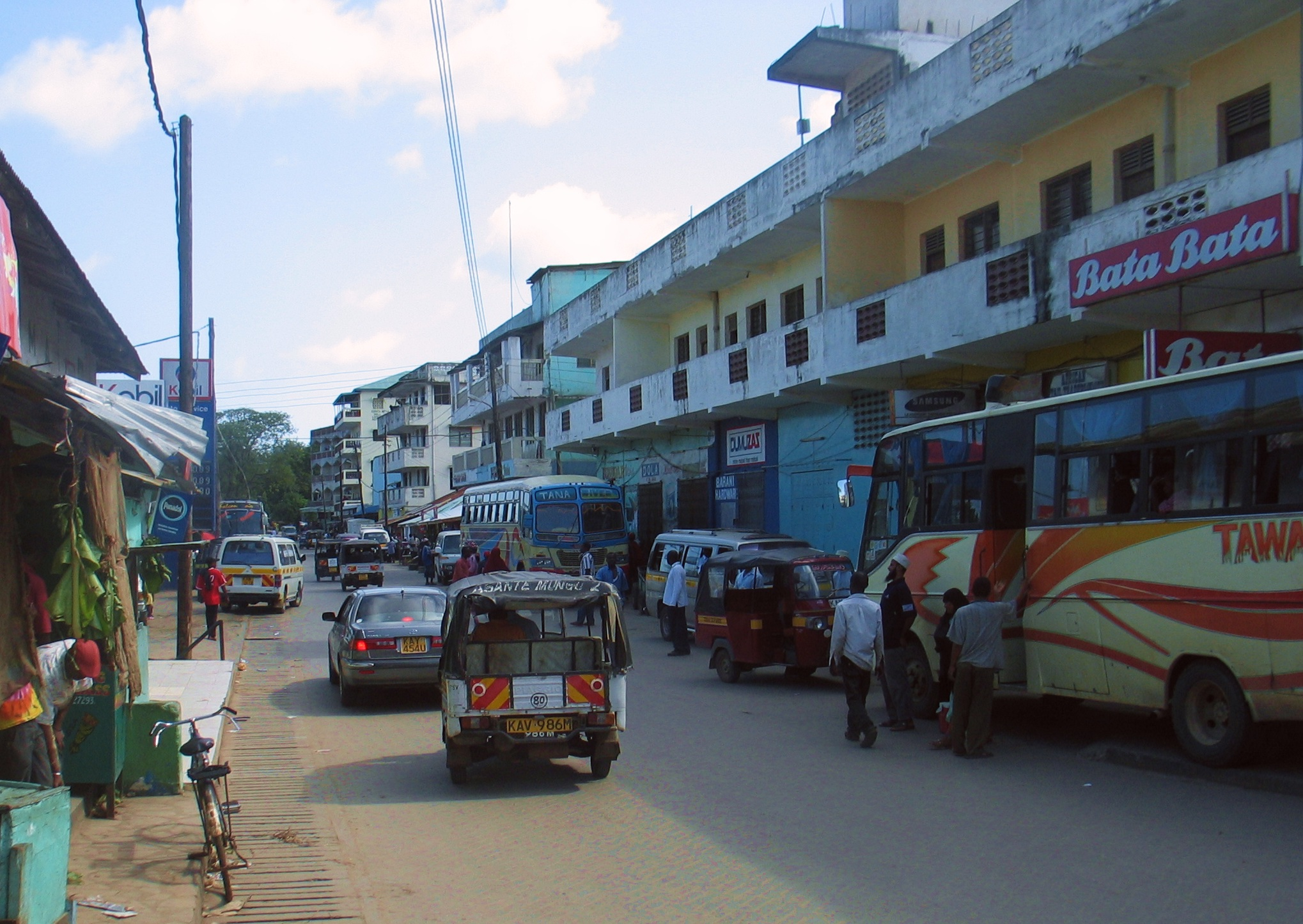
Одна из улиц Малинди
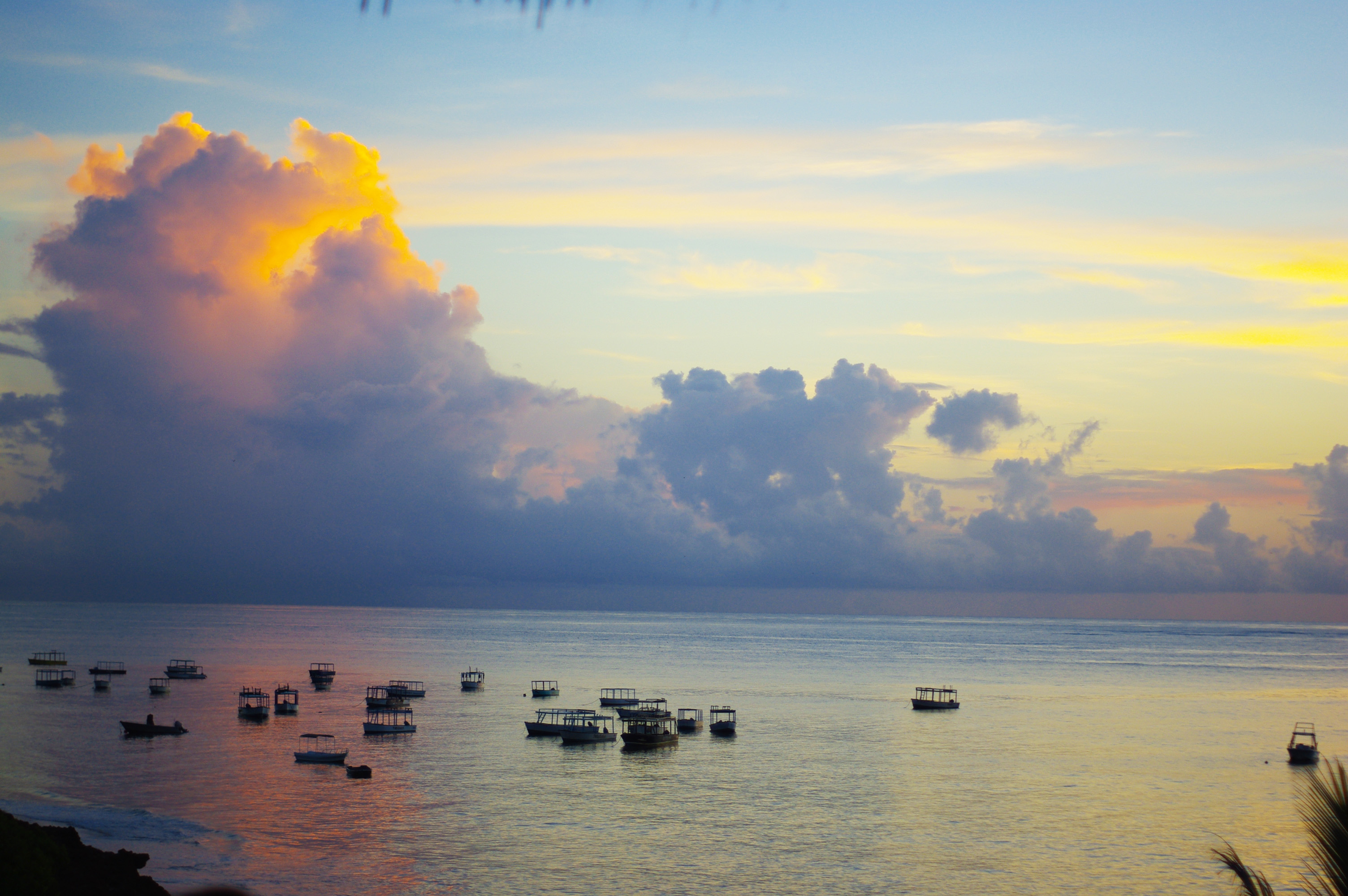
Лодки около Малинди

## В массовой культуре
В “MALI D’AFRICA” итальянской писательницы Sara Cardelli описана трогательная любовь главных действующих лиц её романа в Малинди. Также затрагивается тема секс-туризма, актуальная для курортных городов на Восточном африканском побережье.
Большая часть событий в романах «Однажды в Малинди» и «Наш жёсткий секс в Малинди» московского писателя Андрея Гусева происходит в Малинди и в недалеко расположенном древнем Ламу. В романах описаны несколько лет жизни в пригороде Малинди русского писателя Энди и его жены Дженнифер, которая родилась в Кении.
Песня “Yasoi Malindi” — записана певцом и музыкантом Yasoy Kala Kana в альбоме “Ndukanoe”.